# Alois Sommer
Alois Sommer (9. března 1946 – září 2008 Malta) byl český fotbalový trenér. Opavu přivedl jako trenér do druhé ligy a několik let zde působil jako ředitel klubu v nejúspěšnějších ligových klubových sezónách. V posledních letech života pracoval jako fotbalový agent.

## Trenérská kariéra
- Česká národní fotbalová liga 1985/86 TJ Ostroj Opava
- Česká národní fotbalová liga 1986/87 TJ Ostroj Opava
- Česká národní fotbalová liga 1987/88 TJ Ostroj Opava
- Česká národní fotbalová liga 1988/89 TJ Ostroj Opava
- Česká národní fotbalová liga 1989/90 TJ Ostroj Opava
- 1. československá fotbalová liga 1990/91 TJ Vítkovice
- 1. československá fotbalová liga 1991/92 TJ Vítkovice
- Českomoravská fotbalová liga 1992/93 FK Ostroj Opava